# Academia Navală „Mircea cel Bătrân”
Academia Navală „Mircea cel Bătrân” din Constanța este o instituție de învățământ superior din România.

## Istorie
Academia își are originea în „Școala Flotilei”, înființată prin Decizia Ministerului de Război nr.15/17.11.1872 cu sediul la Galați. Cursurile aveau o durată de doi ani, iar ofițeri și subofițeri pregătiți în școală au îndeplinit diferite funcții de la bordul navelor Marinei Militare, dar și ale Flotei Comerciale Române.
La 26 februarie 1896 s-a înființat Școala de Aplicație a Sublocotenenților de Marină, ce a funcționat la Galați până în anul 1901 când a fost mutată la Constanța. La 29 octombrie 1909, își schimbă denumirea în Școala Navală Superioară, a funcționat la Constanța până la primul război mondial. Aceasta și-a reluat activitatea la 9 iunie 1920.
Secția de Marină Comercială a fost înființată la 1 octombrie 1938. 
În anii '70, în cadrul Școlii de Ofițeri Activi de Marină, a funcționat și "Școala de Ofițeri de Rezervă de Marină", cu durata de 6 luni pe serie, în cadrul căreia erau pregătiți ingineri absolvenți de facultăți tehnice, în contextul satisfacerii stagiului militar cu termen redus, timp de 6 luni. La absolvire, elevii primeau gradul de sublocotenent în rezerva Marinei Militare, mai multe serii, de cca 70 de elevi, organizați la fiecare serie într-o companie, absolvind această școală. 
După al Doilea Război Mondial, instituția a schimbat mai multe denumiri:
- Școala Navală și Școală de Maiștri (martie-decembrie 1948),
- Școlile Marinei Militare (decembrie 1948-iunie 1950),
- Școala de Ofițeri de Marină (iunie 1950-1952),
- Școala Militară de Marină (1952-1954),
- Școala Militară Superioară de Marină (1954-1968),
- Școala de Ofițeri Activi de Marină „Mircea cel Bătrân” (1969-1973),
- Institutul de Marină „Mircea cel Bătrân” (1973-1990).

La 17 mai 1990, Institutul de Marină a fost reorganizat ca urmare a consecințelor Revoluției din Decembrie 1989, înființându-se Academia Navală „Mircea cel Bătrân”, instituție militară de învățămant superior de specialitate.

## Facultăți
Facultatea de Navigație și Management Naval are ca scop dezvoltarea competențelor și abilităților specifice inginerilor de logistică navală (secția militară), ofițerilor maritimi, inginerilor pentru marina civilă și inginerilor-economiști pentru domeniul portuar.
De asemenea, Facultatea de Inginerie Maritimă se concentrează pe dezvoltarea competentelor și abilităților specifice carierei militare pentru studenții din Secția de Marina Militară, prin activitățile de pregătire militară de bază. Astfel, acești studenți devin capabili să conducă acțiuni militare și să utilizeze armamentul și tehnica de luptă navală.